# Вилле-Сент-Этьенн
Вилле́-Сент-Этье́нн (фр. Villey-Saint-Étienne) — коммуна во французском департаменте Мёрт и Мозель региона Лотарингия. Относится к  кантону Домевр-ан-Э.	

## География
Вилле-Сент-Этьенн расположен в 16 км к западу от Нанси. Соседние коммуны: Жайон на север, Эньере на северо-востоке, Сексе-ле-Буа и Велен-ан-Э на юго-востоке, Фонтенуа-сюр-Мозель на юге, Франшвиль на западе.
Стоит на реке Мозель.

## История
- Следы первобытного периода.

## Демография
Население коммуны на 2010 год составляло 1077 человек.
| 1962 | 1968 | 1975 | 1982 | 1990 | 1999 | 2010 |
| ---- | ---- | ---- | ---- | ---- | ---- | ---- |
| 595  | 567  | 610  | 909  | 1037 | 1053 | 1077 |

## Достопримечательности
- Некрополь эпохи Меровингов.
- Фортифицированный дом XV века.
- Крепость Фор-дю-Вьё-Кантон второй половины XIX века.
- Церковь XIX века.